# Heide Rühle
Heidemarie-Rose Rühle (ur. 5 listopada 1948 w Heilbronn) – niemiecka polityk, posłanka do Parlamentu Europejskiego V, VI i VII kadencji.

## Życiorys
Studiowała psychologię na Uniwersytecie w Tybindze. Od 1984 działa w niemieckiej partii Zielonych. W latach 1990–1991 była współprzewodniczącą partii. Należała do związku zawodowego Gewerkschaft Handel, Banken und Versicherungen, obecnie działa w organizacji pracowników ver.di.
Do PE wybrana po raz pierwszy w wyborach w 1999. Przystąpiła do frakcji zielonych. W wyborach 2004 i 2009 z powodzeniem ubiegała się o reelekcję. Zasiadła w Komisji Rynku Wewnętrznego i Ochrony Konsumentów oraz Komisji Gospodarczej i Monetarnej.